# Grecka Partia Narodowo-Socjalistyczna
Grecka Partia Narodowo-Socjalistyczna (gr. Ελληνικό Εθνικό Σοσιαλιστικό Κόμμα, Elliniko Ethniko Sosialistiko Komma, EESK) – skrajnie prawicowe greckie ugrupowanie polityczne o profilu narodowosocjalistycznym i faszystowskim. Działało od 1932 r..
Grecka Partia Narodowo-Socjalistyczna została założona w Atenach w grudniu 1932 r. przez George'a S. Mercourisa, adwokata i b. ministra gospodarki narodowej. Jej organizacja i program polityczny były wzorowane na hitlerowskiej NSDAP. Otrzymywała też od niemieckich nazistów wsparcie finansowe i ideologiczne, z powodu czego jej znaczenie polityczne było marginalne. Jej program był germanofilski i antykomunistyczny, opowiadał się za wprowadzeniem w kraju systemu korporacyjnego. W grudniu 1934 r. George S. Mercouris reprezentował swoją partię na międzynarodowym zjeździe faszystowskim we francuskim Montreux. EESK poparła wprowadzenie w poł. 1936 r. dyktatury przez Joanisa Metaksasa. Podczas okupacji włosko-niemieckiej partia prowadziła politykę kolaboracji z okupantami. W 1943 r. premier marionetkowego rządu greckiego Ioannis Rallis mianował George'a S. Mercourisa na stanowisko prezesa Banku Grecji.